# Zasada końca N
Zasada końca N – reguła chemiczna, zgodnie z którą charakter N-końcowych aminokwasów białka jest ważnym czynnikiem regulującym okres półtrwania (prawdopodobieństwo degradacji). Ma zastosowanie zarówno u organizmów eukariotycznych, jak i prokariotycznych, ale z różną siłą. Jest to jedynie oszacowanie; modyfikacja aminokwasu na końcu N może to zmienić. Również wpływ określonego aminokwasu może zmieniać się w zależności od organizmu. Ponadto w sekwencji białka można znaleźć inne sygnały degradacji. 
Zasada końca N została sformułowana przez amerykańskiego biochemika rosyjskiego pochodzenia, Aleksandra Warszawskiego w 1986 roku.

## Przykłady
Przykładem zasady końca N może być okres półtrwania β-galaktozydaz.
Dla drożdży z gatunku Saccharomyces cerevisiae, w zależności od aminokwasu na końcu N wynosi on:
- Met, Gly, Ala, Ser, Thr, Val, Cys: >30 godzin (stabilizacja)
- Pro: >5 h (stabilizacja)
- Glu, Ile: ok. 30 min (stabilizacja)
- Gln, Tyr: ok. 10 min (destabilizacja)
- Asn, Asp, His, Leu, Lys, Phe, Trp: ok. 3 min (destabilizacja)
- Arg: ok. 2 min (destabilizacja)

Natomiast dla bakterii E. coli 6 aminokwasów: Arg, Leu, Lys, Phe, Trp i Tyr powoduje silną destabilizację (t1/2 = ok. 2 min), pozostałe – silną stabilizację (t1/2 = >10 h) tego białka.